# Fitzhugh
La ville américaine de Fitzhugh est située dans le comté de Pontotoc, dans l’Oklahoma. Elle comptait 204 habitants en 2000.

## Source
- (en) Cet article est partiellement ou en totalité issu de l’article de Wikipédia en anglais intitulé « Fitzhugh, Oklahoma » (voir la liste des auteurs).